# Severskaïa
Severskaïa (en russe : Северская) est une commune rurale (stanitsa) du kraï de Krasnodar, en Russie, et le centre administratif du raïon de Severskaïa.

## Personnalités
Dmitriy Trush, champion olympique de gymnastique au concours par équipe en 1996, est né à Severskaïa en 1973.